# Hartenberg-Münchfeld
Hartenberg-Münchfeld, Mainz-Hartenberg-Münchfeld – okręg administracyjny Moguncji, w Niemczech, w kraju związkowym Nadrenia-Palatynat. W czerwcu 2024 roku okręg zamieszkiwały 19 363 osoby.